# フォーリング・ウォーター (テレビドラマ)
『フォーリング・ウォーター』（英: Faling Water）は、アメリカ合衆国の超自然ドラマのテレビシリーズ。パイロット版の宣伝用無料プレビューは2016年10月13日の放送開始に先駆けて、2016年9月21日に放送された。2017年4月3日にUSAネットワークはブレイク・マスターズに替えてレミ・オーブションをショーランナーに据えて第2シーズンに向けてシリーズを更新した。2018年5月18日に、USAネットワークはシリーズの打ち切りを発表した。
あらすじは、2013年にヘンリー・ブロメルが死去するまでマスターズとブロメルが共同で作成していた。ブロメルの偉業を讃えて、ブロメルは共同原案者とされ、プロデューサーとしてクレジットされている。

## あらすじ
互いを知らない3人が同じ夢を見ていることに気が付く。
お互いのつながりの背後にある意味を掘り下げてゆくと、彼らはそれが個人的な運命よりも遥かに大きく、世界の未来が自分たちの手中にあることに気づく
。

## 登場人物と配役
※括弧内は日本語吹替。

### メイン
- バートン：デビッド・アジャラ（英語版）（浜田賢二） - 企業の警備主任[7]
- テス：リジー・ブロシェレ（英語版）（武田華[8]） - トレンド・スポッター[9]。
- タカ：ウィル・ユン・リー（中尾一貴） - ニューヨーク市警の刑事
- ウッディ・ハモンド：カイ・レノックス[10]（吉野貴大） - 企業のプライベートエクィティ専門家
- オリビア・ワトソン（赤い服の女）（第1シーズン：レギュラー、第2シーズン：特別ゲスト）[11]：アナ・ウッド（英語版）（藤田奈央）
- ビル・ボーグ：ザック・オース[12] - ボーグ・インスダストリーズの創設者でCEO
- アレックス・シムズ：セピデ・モアフィ（英語版） - タカの殺人課での新しいパートナー（第2シーズン）[13]

### リカーリング
- クミコ：ジョディ・ロン（英語版） - 硬直したタカの母親
- サビーヌ：ブルック・ブルーム（英語版）（第1シーズン）およびブリタニー・アレン（英語版）（第2シーズン）（逢沢ゆりか） - テスの姉
- アン・マリー・ボーエン：メラニー・ニコールズ＝キング（英語版）（美々） - タカが出会った、カルト信者らしき女性（第1シーズン）
- ニコラス・ハル：ニール・ハフ（英語版） - バートンが働く企業のCEO
- テイラー・ベネット：メアリー・マコーマック - 他の人々の夢を操るためにウッディ・ハモンドを雇う謎に満ち、パワフルな女性

## 制作
このシリーズの撮影はオンタリオ州トロントで行われ、主にシネスペース・フィルム・スタジオのキプリング・アベニュー 施設で撮影された。

## エピソード

### 第1シーズン（2016年）
| 話数 (通算) | サブタイトル       | 原題                    | 監督                                 | 脚本                                    | 放送日         | 米国 視聴者数 (百万人) |
| ----------- | ------------------ | ----------------------- | ------------------------------------ | --------------------------------------- | -------------- | ---------------------- |
| 1 (1)       | 秘密               | Don't Tell Bill         | ファン・カルロス・フレスナディージョ | ヘンリー・ブロメル ブレイク・マスターズ | 2016年9月21日  | 0.467                  |
| 2 (2)       | 地の底への呼びかけ | Calling the Vasty Deep  | ジャック・ベンダー                   | ブレイク・マスターズ                    | 2016年10月20日 | 0.507                  |
| 3 (3)       | 怪物の正体         | Monsters, Most Familiar | ジャック・ベンダー                   | A.M.ホームズ                            | 2016年10月27日 | 0.527                  |
| 4 (4)       | 砂でできた城       | Castles Made of Sand    | ニック・ゴメス                       | ブレイク・マスターズ ミーガン・ケネディ | 2016年11月3日  | 0.348                  |
| 5 (5)       | 神のえこひいき     | Ambergris               | ニック・ゴメス                       | ブレイク・マスターズ ミーガン・ケネディ | 2016年11月10日 | 0.469                  |
| 6 (6)       | スパイラル         | The Swirl               | ガイ・ファーランド                   | オーウェン・マホニー                    | 2016年11月17日 | 0.418                  |
| 7 (7)       | 3匹の盲目ネズミ    | Three Half Blind Mice   | ガイ・ファーランド                   | A.M.ホームズ                            | 2016年12月1日  | 0.511                  |
| 8 (8)       | 井戸               | The Well                | エレン・クラス                       | ミーガン・ケネディ                      | 2016年12月8日  | 0.444                  |
| 9 (9)       | 真の英雄           | No Task for the Timid   | エレン・クラス                       | オーウェン・マホニー                    | 2016年12月15日 | 0.444                  |
| 10 (10)     | 巡る時間           | Circular Time           | ブレイク・マスターズ                 | ブレイク・マスターズ                    | 2016年12月22日 | 0.470                  |

### 第2シーズン（2018年）
| 話数 (通算) | サブタイトル       | 原題                              | 監督                   | 脚本                                            | 放送日        | 米国 視聴者数 (百万人) |
| ----------- | ------------------ | --------------------------------- | ---------------------- | ----------------------------------------------- | ------------- | ---------------------- |
| 1 (11)      | シャドウマン       | Shadowman                         | ティム・アンドリュー   | レミ・オーブション                              | 2018年1月6日  | 0.279                  |
| 2 (12)      | ウォッチャー       | Watchers                          | ティム・アンドリュー   | デヴィッド・ウェドル ブラッドリー・トンプソン   | 2018年1月13日 | 0.413                  |
| 3 (13)      | 隠れ家             | Safehouse                         | クリストフ・シュラーエ | Allison Moore                                   | 2018年1月20日 | 0.346                  |
| 4 (14)      | Dröm -夢-          | Dröm                              | クリストフ・シュラーエ | ラナ・チョー                                    | 2018年1月27日 | 0.424                  |
| 5 (15)      | プロモーション     | Promotion                         | エヴァ・ソーハーグ     | マック・マーシャル                              | 2018年2月3日  | 0.433                  |
| 6 (16)      | 母、父、娘、息子   | Mothers, Fathers, Daughters, Sons | エヴァ・ソーハーグ     | アルバート・トーレス                            | 2018年2月10日 | 0.255                  |
| 7 (17)      | 夢見る者           | Love Is a Dreamer                 | サラ・ハーディング     | リンダ・マッギブニー                            | 2018年2月17日 | 0.469                  |
| 8 (18)      | 悪く思わないで     | Nothing Personal                  | マイケル・ゴイ         | アルバート・トーレス ケイティ・アルトマン       | 2018年2月24日 | 0.197                  |
| 9 (19)      | リスクアセスメント | Risk Assessment                   | サラ・ハーディング     | アリソン・ムーア                                | 2018年3月3日  | 0.342                  |
| 10 (20)     | 駆け引きのゆくえ   | The Art of the Deal               | マイケル・ゴイ         | デヴィッド・ウェッドル ブラッドリー・トンプソン | 2018年3月10日 | 0.335                  |

## 評価

### 批評家の反応
『フォーリング・ウォーター』は批評家からの様々な評価を得ている。レビュー収集サイトのRotten Tomatoesは28%の支持率を報告し、18のレビューに基づく平均評価は5.21/10だった。ウェブサイトでのコンセンサスでは、「『フォーリング・ウォーター』は複雑さと陰謀を描こうとしているが、救いのない、見返りを得られない想像力に欠けるコンセプトを生み出している」と述べている。重みづけ平均を使用するMetacriticは14のレビューを基に100点満点中の50点をあたえ、「賛否両論または平均的なレビュー」としている。

## 受賞とノミネート
| 年   | 賞         | 部門                 | 候補                         | 結果       | 備考   |
| ---- | ---------- | -------------------- | ---------------------------- | ---------- | ------ |
| 2017 | サターン賞 | SFテレビシリーズ部門 | 『フォーリング・ウォーター』 | ノミネート | [ 37 ] |